# Burmeistera borjensis
Burmeistera borjensis är en klockväxtart som beskrevs av Jeppesen. Burmeistera borjensis ingår i släktet Burmeistera och familjen klockväxter. Inga underarter finns listade i Catalogue of Life.